# Robert Desmettre
Robert Desmettre (Neuville-en-Ferrain, 5 agosto 1901 – Tourcoing, 6 marzo 1936) è stato un pallanuotista francese, vincitore di una medaglia d'oro all'olimpiade di Parigi 1924.